# Sapar Isakow

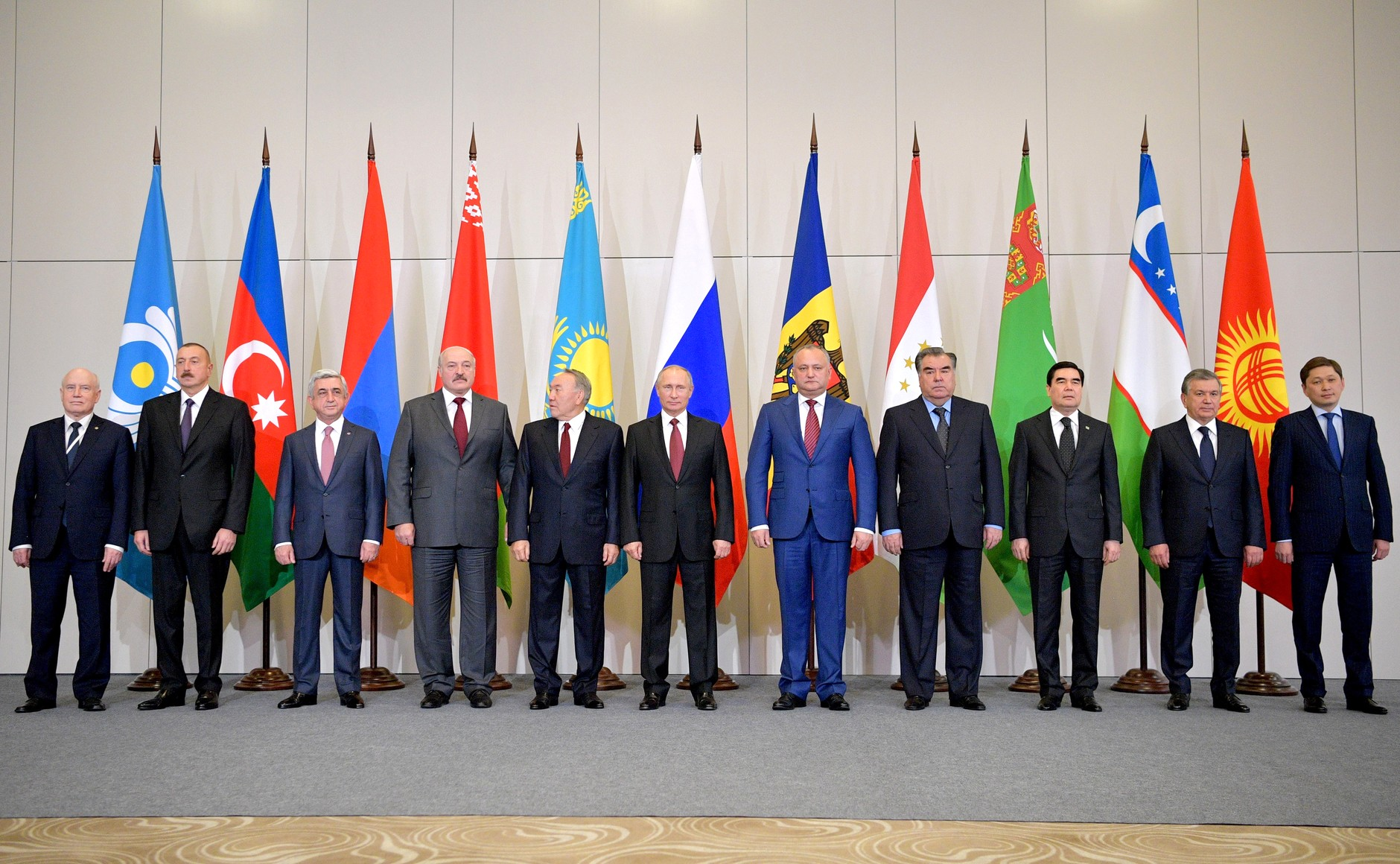
Sapar Isakow (pierwszy z prawej) na szczycie Wspólnoty Niepodległych Państw w Soczi, 11 października 2017

Sapar Dżumakadyrowicz Isakow, kirg. Сапар Жумакадырович Исаков (ur. 29 lipca 1977 w Biszkeku) – kirgiski polityk, od 31 stycznia do 1 marca 2017 pierwszy zastępca szefa sztabu prezydenta Kirgistanu, a następnie do 25 sierpnia jego szef, premier Kirgistanu od 25 sierpnia 2017 do 20 kwietnia 2018.

## Kariera
21 sierpnia ze stanowiska premiera ustąpił Sooronbaj Dżeenbekow – nastąpiło to z powodu wystartowania przez niego w wyborach prezydenckich. Od razu rozpoczęły się rozmowy wśród koalicjantów co do kandydata na to stanowisko. W dniu oficjalnego rozwiązania rządu przez prezydenta – to jest 22 sierpnia – ogłoszono, że ubiegać się o tę funkcję będzie Isakow. 24 sierpnia odbyło się zamknięte zebranie jego macierzystej partii, na którym ustalono skład nowego rządu oraz założenia programowe. Kolejnego dnia jego kandydaturę poparły partie wchodzące w skład koalicji: Kyrgyzstan oraz Bir Boł, a także została zatwierdzona przez Komisję do spraw prawodawstwa konstytucyjnego, ustroju państwa, spraw sądowo-prawnych oraz rozporządzeń Dżogorku Kengesz. Na ten dzień zaplanowano również posiedzenie parlamentu, na którym odbyły się trzy głosowania: nad nowym składem rządu, nad jego strukturą oraz nad programem. Jego gabinet został wybrany 97 głosami.
19 kwietnia ponad czterdziestu deputowanych z partii: Ata Meken, Respublika-Ata-Dżurt oraz Önügüü-Progres złożyło wniosek o głosowanie nad wotum nieufności dla rządu Isakowa. Wnioskodawcą był lider ugrupowania Respublika-Ata-Dżurt Dżyrgałbek Turuskułow. Poparty on został przez 101 parlamentarzystów. Tylko 5 było przeciw. Według Isy Ömürkułowa przyczyną odwołania Dżumakadyrowicza z funkcji była eskalacja napięcia na linii premier-prezydent. Zgodnie z zapisami konstytucji tego samego dnia Sooronbaj Dżeenbekow podpisał ukaz o odwołaniu Sapara Isakowa ze stanowiska premiera.
Po odwołaniu udzielił wywiadu w przychylnej byłemu prezydentowi Kirgistanu stacji określając decyzję jako pozbawioną skrupułów, a zmiany zachodzące w parlamencie jako przekształcanie się w "nijakiego, politycznego trupa". Słowa te wywołały powszechne oburzenie wśród deputowanych. Członek partii Ata Meken Kanybiek Imanalijew zwrócił się z wnioskiem do toragi Dastana Dżumabekowa o zbadanie słów byłego premiera i stanięcie w obronie powagi przysługującej Radzie Najwyższej, który rozpoczął procedurę sprawdzającą zgodnie z przepisami.
26 kwietnia został wezwany na przesłuchanie do Państwowego Komitetu Ochrony Narodowej Republiki Kirgistan, gdzie zeznawał w związku z przeprowadzoną modernizacją elektrociepłowni w Biszkeku oraz z jej awarią. Obydwa te wydarzenia miały miejsce w czasie, kiedy sprawował urząd premiera. 6 grudnia 2019 roku zapadł wyrok skazujący go na 15 lat pozbawienia wolności z powodu korupcji jakiej dopuścił się podczas modernizacji. Kolejne zarzuty jakie zostały mu postawione dotyczyły nieprawidłowości przy rekonstrukcji Muzeum historycznego w Biszkeku oraz budowy hipodromu w Czołpon-Acie. W związku z tym został skazany na 18 lat pozbawienia wolności. Podczas protestów w październiku 2020 został uwolniony z miejsca izolacji. Po ustabilizowaniu się sytuacji w kraju nie powrócił do kolonii karnej oraz wystąpił z wnioskiem o udzielenie azylu we Francji.

### Podejrzenia o współpracę z amerykańskim wywiadem
Na portalu Wikileaks opublikowane zostały dokumenty z 2009 roku mówiące o jego ścisłej współpracy z amerykańską ambasador w Kirgistanie Tatianą Gfoeller. Znajdują się w nich również słowa Isakowa określającego Rosję jako „niewiarygodnego partnera”. Sam zainteresowany wielokrotnie zaprzeczał oraz oskarżył w udzielonym przez siebie wywiadzie o szerzenie nieprawdziwych informacji jednego z kandydatów w wyborach prezydenckich. Nie sprecyzował jednak którego. Po raz kolejny odmówił sprecyzowania informacji, gdy został o to zapytany podczas posiedzenia Rady Najwyższej podczas którego głosowano nad votum zaufania dla jego rządu. Pytanie zadał deputowany partii Bir Boł Myktybek Abdyłdajew.